# Saint-Armel (Morbihan)
 Saint-Armel  (en bretón Sant-Armael) es una población y comuna francesa, situada en la región de Bretaña, departamento de Morbihan, en el distrito de Vannes y cantón de Sarzeau.

## Demografía
| 305 | 270 | 295 | 500 | 661 | 707 |
| Para los censos de 1962 a 1999 la población legal corresponde a la población sin duplicidades (Fuente: INSEE [Consultar]) |     |     |     |     |     |